# Залізничний район (Сімферополь)
Залізничний район (крим. Zaliznıtsâ rayonı) — район міста Сімферополя.
Розташований у західній та північно-західній частині міста.
Входить у виборчий округ № 1.
Вперше з'явився перед Другою світовою війною, у 1948 році ділення міста на райони було скасоване, у 1951 році район повернули, але вже у 1953 році райони знову були скасовані.
З 1965 року приймається сучасне районування та з'являється сучасний Залізничний район.

## Ради і населені пункти
Гресівська селищна рада
- селище Гресівський
- селище Аерофлотський
- селище Бакачик-Кияк
- селище Бітумне

## Місцевості
- Анатра (частково)
- Жигулін гай
- Залізнична слобідка
- Катраус
- Клінічне містечко
- Льодозавод
- Москільце (частково)
- Салгирна слобідка
- Солдатська слобідка
- Українка
- Центр (частково)
- Шестериківська слобідка